# كهف إبريق الشاي
كهف إبريق الشاي أحد الكهوف التي تقع في الصمان شرق المملكة العربية السعودية، اكتشفه مخيم البعثة الاستكشافية، تتسم فتحته بصغر حجمها ويحمل في طياته زخرفة ومناظر طبيعية حيث يعد من أجمل الكهوف زخرفة في السعودية، يكون الدخول إلى الكهف من خلال فتحته الصغيرة عن طريق ثني الركبتين أثناء التسلق أو بالسحب الآلي.